# Tim Johnson (Politiker, Dezember 1946)

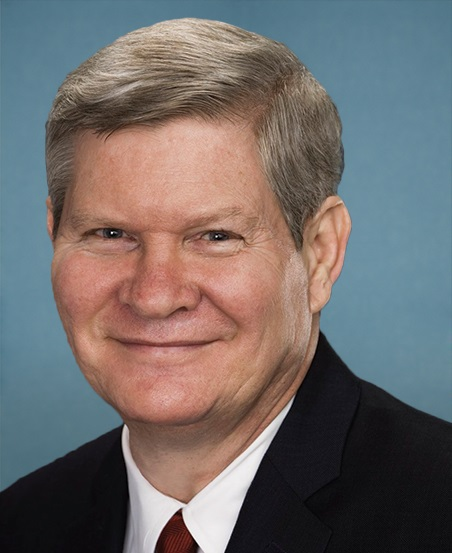
Tim Johnson

Timothy Peter „Tim“ Johnson (* 28. Dezember 1946 in Canton, South Dakota; † 8. Oktober 2024 in Sioux Falls, South Dakota) war ein US-amerikanischer Politiker (Demokraten). Von 1997 bis 2015 war er Senator der Vereinigten Staaten aus South Dakota.

## Biografie
Tim Johnson studierte nach seiner Schulzeit an der University of South Dakota und erhielt 1969 den Bachelor- und 1970 den Mastergrad. 1975 wurde ihm in Rechtswissenschaft der Juris Doctor an der University of South Dakota verliehen. Nach seinem Studium war er als Rechtsanwalt tätig. 1979 wurde er Abgeordneter im Repräsentantenhaus von South Dakota und wechselte 1983 in den Staatssenat.
1986 wurde er in das Repräsentantenhaus der Vereinigten Staaten gewählt, aus dem er am 3. Januar 1997 ausschied. An diesem Tag wechselte er nach seinem Wahlsieg über Larry Pressler in den Senat der Vereinigten Staaten. Zuletzt wurde er im Jahr 2008 mit 62,5 Prozent der Stimmen gegen Joel Dykstra im Amt bestätigt. Ab dem 3. Januar 2011 führte er als Nachfolger von Chris Dodd den Vorsitz im Ausschuss für Banken und Stadtentwicklung.
Er stellte sich 2014 nicht wieder zur Wahl und schied daher im Januar 2015 aus dem Amt. Sein Nachfolger wurde der Republikaner Mike Rounds.
Johnson  war mit der Sozialarbeiterin Barbara Johnson verheiratet und hat mit ihr drei Kinder. Der Sohn Brendan war von 2009 bis 2015 Bundesstaatsanwalt für South Dakota.
Tim Johnson erlag im Oktober 2024 im Alter von 77 Jahren einem Schlaganfall.